# اولونکاری
اولونکاری یک زیرمجموعه از اوستروبوتنیای شمالی و یکی از ناحیه‌ها در فنلاند از سال ۲۰۰۹ است.

## شهرداری‌ها
| نشان ملی            | شهرداری            |
| ------------------- | ------------------ |
| Iin vaakuna         | ئی (شهرداری)       |
| Pudasjärven vaakuna | پوداس‌یروی (شهر)    |
| Simon vaakuna       | سیمو (شهرداری)     |
| Utajärven vaakuna   | اوتایروی (شهرداری) |
| Vaalan vaakuna      | والا (شهرداری)     |